# 扎萊茨

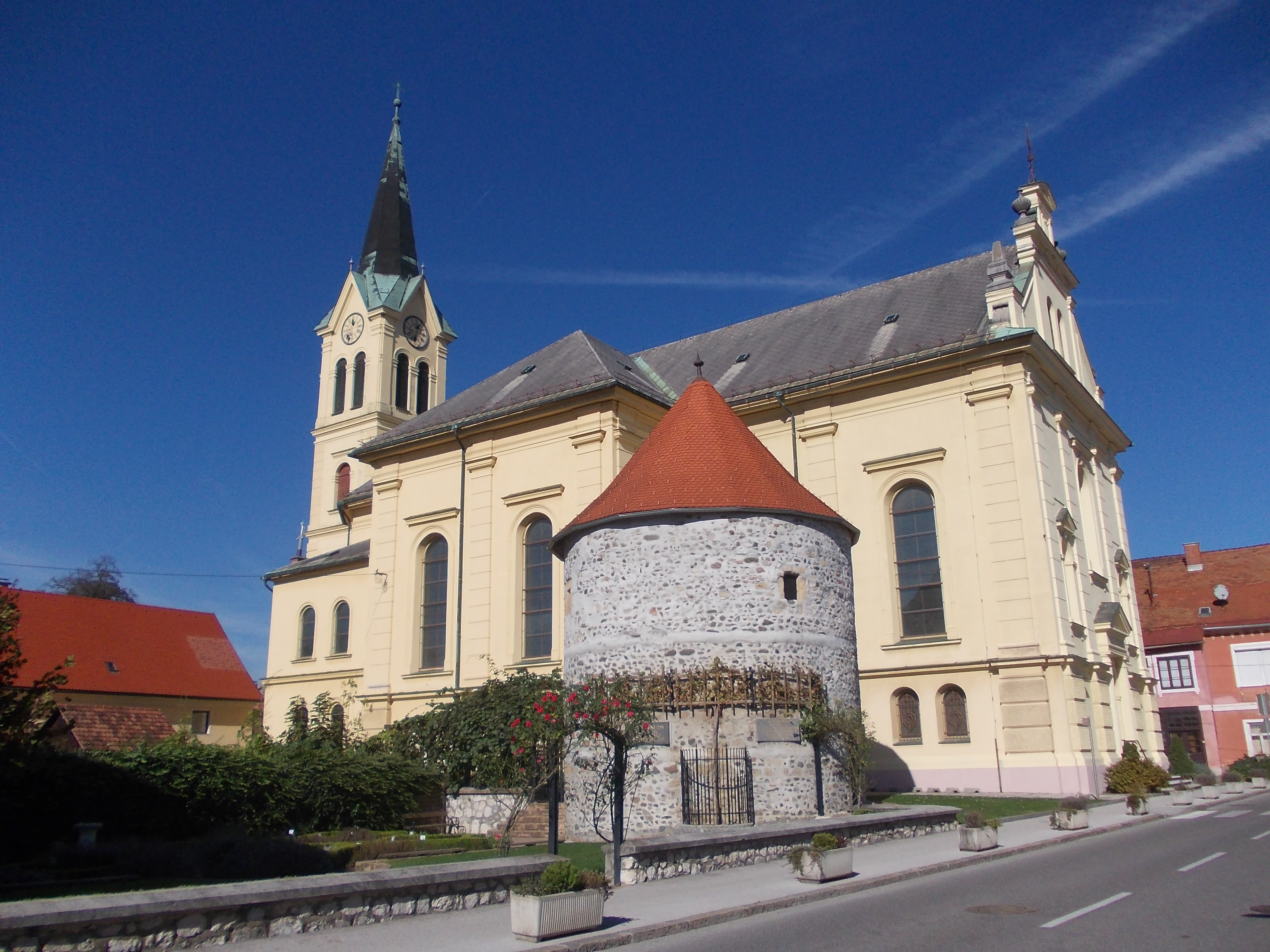
教堂

扎萊茨是斯洛文尼亞中部扎萊茨市鎮的城鎮及行政中心。城镇面積为3平方公里，海拔高度255.3米，2013年人口4,878。主要經濟活動是種植蛇麻。

## 外部連結
- 扎萊茨市鎮官方网站 （页面存档备份，存于） （斯洛文尼亚文）
- Žalec on Geopedia （页面存档备份，存于）